# Aes Dana (együttes)
Az Aes Dana francia celtic/black metal együttes. 1994-ben alakultak meg Párizsban. A név a "művészetek embereit" jelenti óír nyelven.  Zenéjükben a black metal hangzás keveredik tradicionális ír hangszerekkel. A tagokra több különböző zenei műfaj is hatással volt (grindcore, death metal, folk metal). Diszkográfiájuk két demót és két nagylemezt tartalmaz.
Ezen a néven működik egy psybient zenei projekt is, azonban a két zenekar csak névben egyezik.

## Tagok
- Taliesin - gitár
- Vidar - ének
- Milambre - basszusgitár
- Myrddin - ír hangszerek
- Iréel - gitár
- Wilfrid Rodel - dob

## Diszkográfia
- Chroniques de crépuscule - demó, 1997
- Promo CD - demó, 2000
- La Chasse Sauvage - album, 2001
- Formors - album, 2005